# EQS Group
Die EQS Group ist ein ehemals börsennotierter Anbieter von Software und Dienstleistungen im Bereich der Regulatorischen Technologie (RegTech).

## Geschäftsbereiche
Die EQS Group gliedert das operative Geschäft in die Segmente „Corporate Compliance“ und „Investor Relations“.

### Corporate Compliance
Das Segment Corporate Compliance umfasst alle Produkte zur Erfüllung einer gesetzlichen oder regulatorischen Pflicht. Dazu gehören die Erfüllung von Transparenzrichtlinien und Meldepflichten an den Kapitalmarkt, Behörden und Register, sowie die Verwaltung von Insiderlisten. Außerdem betreibt das Unternehmen ein anonymes Hinweisgebersystem (EQS Integrity Line), mit dem Unternehmen steigende regulatorische Anforderungen zum Schutz von Whistleblowern sicherstellen und das von rund 1.500 Unternehmen in Europa genutzt wird.

## Historie
Die EQS Group wurde im Jahr 2000 von Achim Weick unter dem Namen EquityStory AG gegründet. Im Jahr 2005 übernahm das Unternehmen die Deutsche Gesellschaft für Ad-hoc-Publizität mbH (DGAP) und wurde dadurch zum Marktführer für Meldepflichten börsennotierter Unternehmen in Deutschland. In den Folgejahren begann das Unternehmen mit der Expansion ins Ausland, auch durch Übernahmen und expandierte ins Segment Corporate Compliance. Im Juni 2021 übernahm die EQS Group 100 Prozent der Anteile des Berliner Unternehmens Business Keeper, das mit dem BKMS® System das erste softwarebasierte Hinweisgebersystem in Europa entwickelte.
Heute hat die EQS Group Niederlassungen in Deutschland, USA, Großbritannien, Frankreich, der Schweiz, Indien, Dänemark, Spanien, Italien, Österreich und Asien. 
Das Produktportfolio umfasst neben Investor Relations die Bereiche Compliance & Ethics, Data Privacy und Sustainability Management.
Seit Juni 2006 war die EQS-Aktie im Entry Standard und m:access börsennotiert. Nach Einstellung des Entry Standards wechselte die Aktie in das damals neue Scale-Segment.
Im Jahr 2024 finalisierte die US-Beteiligungsgesellschaft Thoma Bravo die Übernahme der EQS Group. Es handelte sich um die erste Investition des Unternehmens in Deutschland. Die EQS-Aktie wurde am 6. Mai 2024 aus dem Handel genommen.